# Мюльзен
Мюльзен (нем. Mülsen) — община в Германии, в земле Саксония. Подчиняется административному округу Кемниц. Входит в состав района Цвиккау.  Население составляет 11978 человек (на 31 декабря 2010 года). Занимает площадь 49,65 км². Официальный код района 14 1 93 265.
Коммуна подразделяется на 11 сельских округов.